# Stictomischus nitens
Stictomischus nitens är en stekelart som beskrevs av Huang 1990. Stictomischus nitens ingår i släktet Stictomischus och familjen puppglanssteklar. Inga underarter finns listade i Catalogue of Life.